# Longechenal
Longechenal és un municipi francès situat al departament de la Isèra i a la regió d'Alvèrnia-Roine-Alps. L'any 2007 tenia 483 habitants.

## Demografia

### Població
El 2007 la població de fet de Longechenal era de 483 persones. Hi havia 180 famílies de les quals 45 eren unipersonals (24 homes vivint sols i 21 dones vivint soles), 52 parelles sense fills, 73 parelles amb fills i 10 famílies monoparentals amb fills.
La població ha evolucionat segons el següent gràfic:
Habitants censats

### Habitatges
El 2007 hi havia 213 habitatges, 184 eren l'habitatge principal de la família, 17 eren segones residències i 13 estaven desocupats. 202 eren cases i 11 eren apartaments. Dels 184 habitatges principals, 154 estaven ocupats pels seus propietaris, 24 estaven llogats i ocupats pels llogaters i 5 estaven cedits a títol gratuït; 9 tenien dues cambres, 19 en tenien tres, 45 en tenien quatre i 111 en tenien cinc o més. 158 habitatges disposaven pel capbaix d'una plaça de pàrquing. A 71 habitatges hi havia un automòbil i a 94 n'hi havia dos o més.

### Piràmide de població
La piràmide de població per edats i sexe el 2009 era:
| Homes | Edats   | Dones |
| ----- | ------- | ----- |
| 0     | 95 o +  | 0     |
| 0     | 90 a 94 | 0     |
| 0     | 85 a 89 | 0     |
| 0     | 80 a 84 | 0     |
| 12    | 75 a 79 | 12    |
| 16    | 70 a 74 | 12    |
| 8     | 65 a 69 | 12    |
| 8     | 60 a 64 | 4     |
| 8     | 55 a 59 | 16    |
| 16    | 50 a 54 | 8     |
| 12    | 45 a 49 | 8     |
| 28    | 40 a 44 | 16    |
| 20    | 35 a 39 | 8     |
| 20    | 30 a 34 | 28    |
| 12    | 25 a 29 | 16    |
| 0     | 20 a 24 | 4     |
| 16    | 15 a 19 | 20    |
| 8     | 10 a 14 | 12    |
| 24    | 5 a 9   | 4     |
| 20    | 0 a 4   | 20    |

## Economia
El 2007 la població en edat de treballar era de 294 persones, 228 eren actives i 66 eren inactives. De les 228 persones actives 208 estaven ocupades (120 homes i 88 dones) i 19 estaven aturades (4 homes i 15 dones). De les 66 persones inactives 26 estaven jubilades, 24 estaven estudiant i 16 estaven classificades com a «altres inactius».

### Ingressos
El 2009 a Longechenal hi havia 209 unitats fiscals que integraven 564 persones, la mediana anual d'ingressos fiscals per persona era de 17.933 €.

### Activitats econòmiques
Dels 18 establiments que hi havia el 2007, 8 eren d'empreses de construcció, 3 d'empreses de comerç i reparació d'automòbils, 1 d'una empresa d'hostatgeria i restauració, 2 d'empreses immobiliàries i 4 d'empreses de serveis.
Dels 8 establiments de servei als particulars que hi havia el 2009, 2 eren paletes, 1 fusteria, 1 lampisteria, 2 electricistes, 1 restaurant i 1 agència immobiliària.
L'únic establiment comercial que hi havia el 2009 era una botiga de menys de 120 m².
L'any 2000 a Longechenal hi havia 19 explotacions agrícoles que ocupaven un total de 513 hectàrees.

## Equipaments sanitaris i escolars
El 2009 hi havia una escola elemental.

## Poblacions més properes
El següent diagrama mostra les poblacions més properes.